# Seznam osebnosti iz Občine Gorenja vas - Poljane
Seznam osebnosti iz Občina Gorenja vas - Poljane vsebuje osebnosti, ki so se tu rodile, delovale ali umrle.

## Gospodarstvo
- Franc Dolenc (1869, Krivo Brdo – 1938, Preddvor), industrialec, trgovec, lovec
- Anthony O'Block (1903, Gorenja vas, Gorenja vas - Poljane – 1998, Združene države Amerike), podjetnik, bančnik, politik
- Maks Sever (1883, Dolenja Dobrava, Gorenja vas - Poljane – 1967, Ljubljana), strokovnjak za semenarstvo, trgovec

## Vzgoja in izobraževanje
- Lovro Perko (1865, Poljane nad Škofjo Loko – 1948, Ljubljana), učitelj, publicist
- Mihael Peternel (1808, Nova Oselica – 1884, Ljubljana), učitelj, publicist, duhovnik
- Ivan Šubic (1856, Poljane nad Škofjo Loko – 1924, Ljubljana), učitelj, naravoslovec, umetnostni zgodovinar

## Politika
- Franc Biček (1910, Prapetno Brdo – 1984, Ljubljana), partizan
- Milan Čadež (1966, Kranj –), poslanec, župan
- Pavel Gantar (1949, Gorenja vas, Gorenja vas - Poljane –), poslanec, sociolog, publicist
- Boris Koprivnikar (1966, Kranj –), minister, informatik
- Miha Krek (1897, Leskovica – 1969, Cleveland, Ohio, Združene države Amerike), politik, pravnik, publicist
- Maks Krmelj (1910, Hotavlje – 2004, Ljubljana), narodni heroj
- Zdravko Krvina (1937, Žiri – 2013, Ljubljana), politik, župan
- Anton Kržišnik (1890, Podobeno – 1973, Ljubljana), politik, pravnik
- Ciril Lukman (1919, Poljane nad Škofjo Loko – 1975, Ljubljana), aktivist OF in organizator partizanskega tiskarstva na Primorskem
- Žan Mahnič (1990, Kranj –), poslanec, obramboslovec
- Jože Mihevc (1922, Idrija – 1944, Jelovica), vojaški poveljnik
- Fran Miklavčič (1885, Dolenje Brdo – 1963, Ljubljana), konzularni uradnik
- Franc Pajntar (1910, Zakojca – ?), partizan
- Anton Peternelj (1915, Delnice – 2001), partizan
- Franc Ravbar (1913, Vrhovlje – 1943, Srednja vas - Poljane), narodni heroj
- Franja Tavčar (1868, Ljubljana – 1938, Ljubljana), političarka
- Franc Vresk (1910, Trbovlje – 1943, Osankarica), narodni heroj

## Cerkev

### Duhovniki
- Jurij Alič (1779, Poljane nad Škofjo Loko – 1845, Laško), duhovnik, zbiralec narodopisnega gradiva
- Urban Ažbe (1751, Javorje, Gorenja vas - Poljane – 1827, Ljubljana), duhovnik, teolog
- Anton Čadež (1870, Hotavlje – 1961, Ljubljana), duhovnik, pisatelj, urednik
- Bogdan Dolenc (1953, Četena Ravan –), duhovnik, eksorcist, profesor
- Anton Dolinar (1847, Lučine – 1930, Mekinje), duhovnik
- Kajetan Hueber (1810, Ljubljana – 1870, Čemšenik), duhovnik, pisatelj
- Alojzij Kodermac (1892, Hruševlje – 1977, Vipolže), duhovnik
- Pavel Krajnik (1924, Poljane nad Škofjo Loko – 2018, Sveta Gora), duhovnik, knjižničar, pisatelj
- Lado Piščanc (1914, Trst, Italija – 1944, Lajše), duhovnik, pesnik
- Ludvik Sluga (1917, Visoko – 1944, Lajše), duhovnik
- Ludvik Škufca (1851, Ljubljana – 1914, Kamnik), duhovnik, pisatelj
- Franc Ušeničnik (1866, Predmost – 1952, Ljubljana), duhovnik, pisatelj
- Franc Zorec (1854, Šentlovrenc – 1930, Gorenje Sušice), duhovnik, karikaturist
- Ignacij Mrak, misijonar in škofAnton Žakelj (1816, Ledine – 1868, Veliki Trn), duhovnik, pesnik, zbiralec ljudskih pesmi

### Misijonarji
- Jožef Frančišek Buh (1833, Lučine – 1923, Duluth, Minnesota, ZDA), misijonar, duhovnik, publicist
- Adolf Ivan Čadež (1871, Gorenja vas, Gorenja vas - Poljane – 1948, Jeruzalem, Izrael), duhovnik, misijonar, publicist
- Ivan Čebul (1832, Velesovo – 1898, Garden, Michigan, ZDA), misijonar, duhovnik, pesnik
- Ignacij Mrak (1810, Hotovlja – Marquette, Michigan, ZDA), misijonar, duhovnik, škof

## Znanost
- Milena Alič (1962, Ljubljana –), informatičarka, predavateljica, publicistka
- Janez Dolenc (1926, Četena Ravan – 2012, Tolmin), slavist, literarni zgodovinar
- Bogdan Kavčič (1939, Podgora – 2022, Ljubljana?), sociolog
- Gregor Krek (1840, Četena Ravan – 1905, Gradec, Avstrija), slavist, pesnik
- Igor Tavčar, zdravnikIvan Regen (1868, Lajše – 1947, Dunaj, Avstrija), zoofiziolog

## Zdravstvo
- Zdenko Budič (1915, Ljubljana – 1942, Bukov Vrh), zdravnik
- Mateja de Leonni Stanonik (1975, Kranj –), nevrologinja, znanstvenica, državna uradnica
- Valentina Kobe (1905, Dobje – 1998, Ljubljana), zdravnica, anatomka, profesorica
- Tone Košir (1937, Dolge Njive –), zdravnik, zgodovinar, publicist
- Ignacij Pintar (1776, Podvrh, Gorenja vas - Poljane – 1835, Ljubljana), kirurg, porodničar
- Igor Tavčar (zdravnik) (1899, Ljubljana – 1965, Ljubljana), internist

## Pravo
- Jurij Dolinar (1764, Volča – 1858, Ljubljana), pravnik
- Janez Nepomuk Oblak (1780, Lučine – 1858, Ljubljana), pravnik – odvetnik

## Umetnost in kultura

### Gledališče, film, fotografija, televizija in časnikarstvo
- Janez Bogataj (fotograf) (1961, Hlavče Njive –), fotograf
- Ivan Pintar (prevajalec) (1854, Malenski Vrh – 1897, Ljubljana), časnikar, prevajalec
- Igor Pustovrh (1961, Gorenja vas, Gorenja vas - Poljane – 2011, Škofja Loka), fotograf
- Vlastja Simončič (1911, Gorica, Italija – 2000, Ljubljana), fotograf
- Jana Stržinar (1963, Hotavlje –), lutkarka, pisateljica

### Glasba
- Ana Ažbe (1780, Dolenčice – 1850, Bloke), ljudska pevka
- Janko Bajt (1935, Laniše, Gorenja vas - Poljane –), glasbenik, kulturnik
- Tomaž Holmar (1862, Vodice nad Kamnikom – 1937, Žabnice, Italija), organist, pevovodja
- Franc Miglič (1855, Stara Oselica – 1925, Vrh svetih Treh Kraljev), organist, skladatelj
- Neisha (1982, Ljubljana –), pevka, pianistka, skladateljica
- Uršula Ramoveš (1968, Kranj –), pevka, učiteljica
- Janez Tavčar (duhovnik) (1843, Podgora, Gorenja vas - Poljane – 1916, Šinkov Turn), skladatelj, duhovnik
- Matej Vurnik (1866, Stara Oselica – 1948, Ljubljana), organist, skladatelj

### Likovna umetnost
- Anton Ažbe (1862, Dolenčice – 1905, München, Nemčija), slikar, likovni pedagog
- Matija Bradaška (1852, Lučine – 1915, Kranj), slikar, rezbar, fotograf
- Luka Čeferin (1805, Leskovica, Gorenja vas - Poljane – 1859, Idrija), slikar, kipar
- Ivan Franke (1841, Dobje, Gorenja vas - Poljane – 1927, Ljubljana), slikar, konservator, popotnik
- Metod Frlic (1965, Suša –), kipar, slikar
- Peter Jovanovič (1938, Dolenja Žetina –), kipar, slikar, kmet
- Peter Markovič (1866, Rožek, Avstrija – 1929, Rožek, Avstrija), slikar
- Matevž Miklavčič (1886, Srednje Brdo – ?, Združene države Amerike), slikar, čebelar
- Boris Oblak (1980, Kranj –), karikaturist, ilustrator
- Ignacij Oblak (1834, Gorenja vas, Gorenja vas - Poljane – 1916, Celje), kipar
- Janez Poljanec (1855, Gorenja vas, Gorenja vas - Poljane – 1933, Ljubljana), kipar, slikar
- Iztok Sitar (1962, Ljubljana –), ilustrator, stripar, karikaturist
- Alojz Šubic (1865, Poljane nad Škofjo Loko – 1905, New York, New York (zvezna država), ZDA), slikar
- Blaž Šubic (1827, Hotovlja – 1899, Gorenja vas, Gorenja vas - Poljane), slikar, kipar
- Janez Šubic mlajši (1850, Poljane nad Škofjo Loko – 1889, Kaiserslautern, Nemčija), slikar
- Janez Šubic starejši (1839, Hotovlja – 1898, Škofja Loka), slikar, kipar
- Ive Šubic (1922, Hotovlja – 1989, Poljane nad Škofjo Loko), slikar, grafik
- Jožef Šubic (1862, Poljane nad Škofjo Loko – 1925, Ljubljana), slikar
- Jurij Šubic (1855, Poljane nad Škofjo Loko – 1890, Leipzig, Nemčija), slikar
- Pavel Šubic (1772, Hotovlja – 1847, Hotovlja), rezbar
- Pavle Šubic (1861, Poljane nad Škofjo Loko – 1929, Škofja Loka), slikar
- Štefan Šubic (1820, Hotovlja – 1884, Poljane nad Škofjo Loko), slikar, kipar
- Valentin Šubic (1859, Poljane nad Škofjo Loko – 1927, Poljane nad Škofjo Loko), slikar, kipar
- Janez Vurnik starejši (1819, Stara Oselica – 1889, Radovljica), kipar, rezbar
- Anton Zajc (1819, Sovodenj – 1871, Hrvaška), kipar, pozlatar
- Franc Ksaver Zajec (1821, Sovodenj – 1888, Ljubljana), slikar, kipar
- Josip Zajec (1803, Nova Oselica – ok. 1880), rezbar, kipar, slikar
- Marko Zajec (ok. 1817, Sovodenj – pred 1888, Podlipnik, Hrvaška), rezbar
- Martin Zajec (ok. 1825, Sovodenj – po 1888, Ribnica), slikar
- Valentin Zajec (1807, Sovodenj – 1884, Cologna Veneta, Italija), kipar, slikar

## Naravoslovje in humanistika
- Janez Jesenko (1838, Poljane nad Škofjo Loko – 1908, Trst, Italija), geograf, zgodovinar, prevajalec, časnikar
- Jožef Kržišnik (1872, Predmost – 1927, Ljubljana), geograf, zgodovinar
- Maks Miklavčič (1900, Dolenja Ravan – 1971, Poljane nad Škofjo Loko), zgodovinar, duhovnik, pisatelj
- Aleš Ušeničnik (1868, Poljane nad Škofjo Loko – 1952, Ljubljana), filozof, duhovnik

## Šport
- Barbara Klinec (1994, Kranj –), smučarska skakalka
- Ema Klinec (1998, Kranj –), smučarska skakalka
- Anton Kosmač (atlet) (1976,  –), maratonec, mizar
- Nika Križnar (2000, –), smučarska skakalka
- Janez Peternelj (1913, Delnice – 1943, Zagradec pri Grosupljem), kolesar, partizan